# Моно (народ)
Монои су јутоастечки народ, староседеоци су Северне Америке, а њихова традиционална територија се налази у америчкој држави Калифорнији. У централној Сијера Невади, источној Сијери (већим делом јужно од Бриџпорта) и суседним  деловима  Великог басена.
Према резултатима пописа становништва у САД Западних Моноа је 2010. било 2.250 (када се укључе људи мешаног порекла 3.564). Регистрованих припадника три племена Источних Моноа (све три групе укључују поред Источних Моноа и Тимбише) било је: Биг Пајн 462, Бишоп 1.441 и Лоун Пајн 296, укупно 2.199.

## Име и географска распрострањеност
Монои су такође били познати и под именима "Мона", "Моначи" и "Нортфорк Моно". Под именом Нортфорк Моно их је забележио Едвард Винслоу Гифорд, етнограф који је проучавао становништво у области око реке Сан Хоакин 1910-их. Њихови западни суседи Јокати звали су их Моначи, што значи „људи муве” (двокрилци) јер су ларве двокрилаца биле њихов главни извор хране и главна роба којом су трговали. Од имена Моначи настало је њихово данашње име Моно.
Име којим су Монои сами себе називали је Ними. Чистокрвни Монои су називани Каву Ними.
Данас, многи Монои живе у граду Норт Форк у округу Мадера. Моноа има широм Калифорније: у долини реке Овенс, долини Сан Хоакин, као и у брдским крајевима нарочито у округу Фрезно и у области залива Сан Франциска.

## Племена
Монски народ се дели на две групе племена: Источне Моное и Западне Моное. Граница између њих је планински гребен Сијера. Источни Монои познати су и под именом Овенс Вали Пајути. Западни Монои традиционално су живели у централном делу јужног подножја Сијера Неваде.

### Источни Моно
Данас постоји 5 федерално признатих група Источних Моноа или Овенс Вали Пајута (прве четири групе укључују поред Источних Моноа и Тимбише (Тимбиша Шошоне))
- Биг Пајн потплеме Овенс Вали Пајута-Шошона Индијанаца резервата Биг Пајн
- Пајути-Шошони Индијанци насеља Бишоп колоније Бишоп
- Пајути-Шошони Индијанци насеља Лоун Пајн резервата Лоун Пајн
- Форт Индипенд`нс индијанска заједница Индијанаца Пајута резервата Форт Индипенд`нс (у већој мери се идентификују са Северним и Јужним Пајутима него са Западним Моноима)
- Уту Уту Гваиту Пајути племе Бентон Пајути резервата (у већој мери се идентификују са Северним и Јужним Пајутима него са Западним Моноима)

### Западни Моно
Данас постоји 5 федерално признатих група
- Биг Сенди ранчерија Моно Индијанаца Калифорније (Западни Монои)
- Колд Спрингс ранчерија Моно Индијанаца Калифорније (Западни Монои)
- Нортфорк ранчерија Моно Индијанаца Калифорније (Западни Монои)
- Тејб`л Маунт`н ранчерија Калифорније (Јокати и Западни Монои)[9]
- Тули Ривер Индијанско племе резервата Тули Ривер (Јокати, Западни Монои и Тубатулабали)[10]

## Језик
Монски језик припада западној подгрупи нумичке гране јуто-астечких језика. Мони свој језик зову Ним.